# Сніжнянський музей бойової слави
Сніжня́нський музе́й бойово́ї сла́ви — музей у місті Сніжне на Донеччині.
Музей бойової слави. Розташований в центрі міста Сніжне навпроти кінотеатру «Сніжинка». Експозиція музею присвячена учасникам Німецько-радянської війни, а також воякам-афганцям зі Сніжного. У приміщенні музею відбуваються виставки місцевих художників.

## Бойові дії в районі міста Сніжне в період Другої Світової війни
Детальніше: Савур-Могила
Поблизу міста Сніжне (на відстані близько 10 км) Знаходиться важлива тактична висота і одна з найвищих (277,9 м) точок  Донецького кряжа — Савур-Могила. Саме її взяття, яке тривало з 28 по 31 серпня 1943 року, стало першим кроком Червоної Армії до відвоювання Донбасу в німців в ході Другої світової війни. При цьому було прорвано одне зі значних укріплень гітлерівців — «Міус-фронт» (названий так за найменуванням місцевої річки Міус). 1 вересня 1943 року одним з перших міст Донбасу було захоплено саме місто Сніжне.
На Савур-Могилі розташований самостійний меморіальний комплекс.

## Постійна експозиція музею
У першому залі виставлені матеріали, датовані 1941-1942 роками Німецько-радянської війни, фото і документи:
- План «Барбаросса»;
- Директиви Верховного Головнокомандувача СРСР;
- Документи, що свідчать про підготовку та початок війни гітлерівської Німеччини проти СРСР;
- Матеріали бойових дій Радянської армії влітку і восени 1941 року;
- Матеріали про участь сніжнянців на боці СРСР у боях за оборону Ленінграда, Одеси, Києва, Севастополя, Москви.

У другому залі розміщені матеріали, пов'язані з періодом корінного перелому (1942—1943) у ході Німецько-радянської війни:
- Фотографії, документи, і речові реліквії солдатів, що датуються даними періодом;
- Матеріали, пов'язані з темою відвоювання Донбасу (лютий-березень 1943 р., липень-серпень 1943 р.);
- Діорама «Штурм Савур-Могили, серпень 1943 року» (центральне місце експозиції);
- Фронтовий щоденник командира 5-ї ударної армії СРСР В. Д. Цвєтаєва;
- Документи начальника політвідділу 2-ї гв. армії СРСР А. Я. Сергєєва;
- Нагороди заступника командира дивізії А. А. Сошальського, який загинув під час штурму Савур-Могили.

Крім матеріалів про Німецько-радянську війну, в музеї представлена експозиція, присвячена воїнам-афганцям, — «Обпалені Кандагаром».